# Kurt Daluege
Kurt Daluege (Kreuzburg, 15 september 1897 — Praag, 23 oktober 1946) was een Duits officier en SS-Oberstgruppenführer en Generaloberst bij de politie die tijdens de Tweede Wereldoorlog verantwoordelijk was voor de persoonlijke bescherming van Adolf Hitler en andere partijleiders van de NSDAP.

## Het begin
Hij was een zoon van een ambtenaar uit het middenkader. Hij was lid van de jeugdbeweging Wandervogel. In 1916 meldde hij zich als Kriegsfreiwilliger (oorlogsvrijwilliger) voor de oorlogsdienst. Tijdens de Eerste Wereldoorlog vocht hij voornamelijk aan het westfront en raakte meerdere malen gewond, met als gevolg dat hij voor 25% invalide was geworden. In 1918 verliet hij als Vizefeldwebel (sergeant) en officierskandidaat de dienst. Van 1918 tot 1921 nam hij deel als lid en was leider van de „Selbstschutzes Oberschlesien“ (SSOS) en vocht tussen de Duitsers tegen de Poolse milities. Daluege was fabrieksarbeider in Berlijn en studeerde van 1921 tot 1924 civiele techniek aan de Technische Universiteit van Berlijn. In die tijd was hij in verschillende nationaalsocialistische, volkse en antisemitische verenigingen actief en diende hij in 1922 als afdelingscommandant van het Vrijkorps Roßbach. In 1923 werd hij lid van de studentenvereniging Teuto-Rugia. Hij studeerde af als ingenieur.

## Carrière in de NSDAP
In 1922 werd Daluege lid van de toen nog onbeduidende NSDAP. Op 9 november 1923 ondersteunde hij Hitler bij zijn Bierkeller-putsch in München. Als verbindingsman in Berlijn, was Hitler hem zijn hele leven lang dankbaar. Na de mislukte Bierkeller-putsch en het verbod op de NSDAP ijverde Daluege ervoor om de partijbasis in Berlijn bij elkaar te houden. Na de mislukte couppoging en het verbod van de NSDAP probeerde Daluege de partijbasis in Berlijn bijeen te houden en richtte in 1924 de "Frontbann" op als een verkapte SA, waarvan hij de leider was tot 1926. In maart 1926 werd hij weer lid van de heropgerichte NSDAP met nummer 31981 en stichtte hij de SA in Berlijn en Noord-Duitsland. Van 1926 tot 1930 was Daluege SA-Gruppenführer in Berlijn-Brandenburg. Van 1926 tot 1928 was hij tevens SA-Gausturmführer in Gau Berlijn-Brandenburg. Hij was ook waarnemend gouwleider van de NSDAP in Berlijn-Brandenburg.
Op persoonlijke wens van Hitler trad Daluege in 1930 uit de SA en werd hij lid van de SS met nummer 1119, die toentertijd nog een (weliswaar concurrerende) sub-organisatie van de SA was. Van 1931 tot 1932 had hij als SS-Oberführer Oost de leiding over de SS-Abschnitt III Ost in Berlijn.
In 1931 bewees hij zich andermaal als loyale strijdgenoot van Hitler bij het neerslaan van de Stennes-Putsch. Hitler beschermde Daluege permanent als gevolg hiervan.
Van 1927 tot 1933 werkte hij als fulltime afdelingshoofd bij een stedelijke projectontwikkelaar en als ingenieur bij een vuilophaaldienst in Berlijn. Van 1932 tot oktober 1933, was Daluege parlementslid van de NSDAP in Pruisen. In juli 1932 werd hij bevorderd tot SS-Gruppenführer (generaal-majoor) en leider van de SS-Gruppe Ost (Berlijn).
Na de nationaalsocialistische machtsovername werd Daluege in februari 1933 benoemd tot “Commissaris z.b. V.” en Leider van de “Sonderabteilung Daluege” in het Pruisische Ministerie van Binnenlandse Zaken (onder Hermann Göring). Hierbij zuiverde hij de Pruisische politie van zogenaamde sociaaldemocratische elementen en zorgde hij voor de gelijkschakeling met het nationaalsocialistische gedachtegoed. In mei 1933 benoemde Göring als dank Daluege tot onderstaatssecretaris en leider van de politieafdeling in het Pruisische Ministerie van Binnenlandse Zaken, en in september 1933 tot generaal der Pruisische Landespolizei.
Van juli 1933 tot 1945 was Daluege Pruisisch lid van de Raad van State. En vanaf november 1933 was hij lid van de Rijksdag.
In juli 1934, onmiddellijk na de Nacht van de Lange Messen, belastte Göring hem met de reorganisatie en de zuivering van de SA-Gruppen Berlijn-Brandenburg, Pommern, Grenzmark, Silezië en Mitte. In augustus 1934 werd hij daarvoor beloond door Reichsführer-SS Himmler en bevorderd tot SS-Obergruppenführer (luitenant-generaal).

## Chef van de Ordnungspolizei
Als in november 1934 het Pruisische Ministerie van Binnenlandse Zaken met het Rijksministerie onder Wilhelm Frick gefuseerd werd, rees Daluege (tot juni 1936) tot leider van de politieafdeling in het Rijks- en Pruisische Ministerie van Binnenlandse Zaken. In maart 1936 kreeg hij zijn eerste hartaanval. Dat verhinderde hem niet om in juni 1936 benoemd te worden tot plaatsvervanger van Himmler (tot 31 augustus 1943 waarnemend) als “Chef van de Duitse Politie” in het Ministerie van Binnenlandse Zaken. Gelijktijdig werd hij “Chef van de Ordnungspolizei” (tot mei 1945 waarnemend). Daarmee ressorteerde onder Daluege de gezamenlijke geüniformeerde politie van het Duitse rijk. De Ordnungspolizei (OrPo) omvatte naast de Schutzpolizei ook nog andere onderdelen zoals de Feuerschutzpolizei en de Technische Nothilfe.
Evenwel werd Daluege in de opvolgende jaren tot 1939 door het SS-leidersduo Himmler en Heydrich teruggedrongen en verregaand uit zijn macht ontzet, maar bleef hij toch in functie dankzij zijn goede relatie met Hitler. Tijdens de Tweede Wereldoorlog was hij vooral verantwoordelijk voor de persoonlijke bescherming van Hitler en van andere hoge partijleiders. Op 14 oktober 1941 ondertekende Daluege het eerste deportatiebevel van Duitse Joden naar Łódź, Polen. Op 20 april 1942 werd hij als een van de vier SS-leiders bevorderd in de hoogste rang, namelijk die van SS-Oberst-Gruppenführer en Generaloberst der Polizei.
Na de succesvolle moordaanslag van de Tsjechische partizanen tijdens operatie Anthropoid op Dalueges concurrent Heydrich werd Daluege in juni 1942 door Hitler als Rijksprotector van Bohemen en Moravië benoemd in Praag. Voor zijn inzet ontving hij het Kruis voor Oorlogsverdienste. Als zodanig was hij ook verantwoordelijk voor de brutale wraakacties tegen de bewoners van de dorpen Lidice en Ležáky.
Na één jaar bleek Daluege niet meer tegen zijn dubbelrol als OrPo-chef in Berlijn en feitelijke Rijksprotector in Praag opgewassen te zijn. In juni 1943 werd de plaatsvervangend Rijksprotector door Hitler uit zijn functie ontheven. Diezelfde maand kreeg Daluege een tweede hartaanval, wat op 17 augustus 1943 resulteerde in het om gezondheidsredenen neerleggen van zijn functie als Chef van de Ordnungspolizei.
In 1944 ontving Daluege van Hitler een dotatie van 610.000 Reichsmark. Daarna trok hij zich terug.

## Arrestatie en veroordeling
Aan het einde van de oorlog werd Kurt Daluege in mei 1945 opgepakt in Lübeck en opgesloten in Neurenberg. In januari 1946 werd hij aan Tsjecho-Slowakije uitgeleverd en op 23 oktober na zijn proces geëxecuteerd in Praag.

## Familie[17]
Op 16 oktober 1926 trouwde Daluege met Käthe Schwarz (23 november 1901, een dochter van Carl Schwarz en Gertrud Schaaf. In 1937 had Daluege verklaard steriel te zijn, deze verklaring werd later weer weerlegd. Zij adopteerden één kind, Helge (6 maart 1937) en kregen zelf nog drie kinderen Gunther (20 augustus 1938), Klaus (12 juli 1940) en een dochter geboren op 12 mei 1942.

## Belarus in de USSR
Toen Stalins oudste zoon, Jakov Dzjoegasjvili, gevangengenomen werd door de Wehrmacht, zou Daluege met het idee gekomen zijn om Dzjoegasjvili uit te wisselen met veldmaarschalk Friedrich Paulus. Joseph Stalin sloeg het aanbod af, naar verluidt onder vermelding dat “een luitenant geen generaal waard is”. Daluege zorgde ervoor dat Dzjoegasjvili in Sachsenhausen buiten Berlijn geïnterneerd werd. Toen hij overleed (1943) was hij nog maar 36 jaar. De Duitse officiële verklaring was dat Dzjoegasjvili overleden was toen hij tegen een elektrisch hek aanliep. Anderen verklaarden dat hij zelfmoord gepleegd had, weer anderen suggereerden dat hij mogelijk wel vermoord was.

## Carrière
Daluege bekleedde verschillende rangen in zowel de Sturm-Abteilung als Allgemeine-SS. De volgende tabel laat zien dat de bevorderingen niet synchroon liepen.
| Datum                                              | Deutsches Heer              | Sturmabteilung    | Allgemeine-SS           | Politie                           | NSDAP                       | RMI                 |
| -------------------------------------------------- | --------------------------- | ----------------- | ----------------------- | --------------------------------- | --------------------------- | ------------------- |
| Januari 1916                                       | Kriegsfreiwilliger          | —                 | —                       | —                                 | —                           | —                   |
| 25 oktober 1917 - 1918                             | Vizefeldwebel               | —                 | —                       | —                                 | —                           | —                   |
| 25 oktober 1917 - 1918                             | Officierskandidaat-Anwärter | —                 | —                       | —                                 | —                           | —                   |
| 1 november 1926                                    | —                           | SA-Gruppenführer  | —                       | —                                 | —                           | —                   |
| 1 november 1926                                    | —                           | —                 | —                       | —                                 | Stellvertretender Gauleiter | —                   |
| 21 juni 1930                                       | —                           | SA-Gausturmführer | —                       | —                                 | —                           | —                   |
| 25 juli 1930                                       | —                           | —                 | SS-Mann                 | —                                 | —                           | —                   |
| 25 juli 1930                                       | —                           | —                 | SS-Oberführer           | —                                 | —                           | —                   |
| 15 maart 1932                                      | —                           | —                 | SS-Gruppenführer        | —                                 | —                           | —                   |
| 1 juli 1932 (hernieuwde bevordering, na verbod SA) | —                           | —                 | SS-Gruppenführer        | —                                 | —                           | —                   |
| 11 mei 1933                                        | —                           | —                 | —                       | —                                 | —                           | Ministerialdirektor |
| 14 september 1933                                  | —                           | —                 | —                       | Generalmajor der Landespolizei    | —                           | —                   |
| 27 augustus 1934 (met ingang van 9 september 1934) | —                           | —                 | SS-Obergruppenführer    | —                                 | —                           | —                   |
| 20 april 1935                                      | —                           | —                 | —                       | Generalleutnant der Landespolizei | —                           | —                   |
| 17 juni 1936                                       | —                           | —                 | —                       | General der Polizei               | —                           | —                   |
| 20 april 1942                                      | —                           | —                 | SS-Oberst-Gruppenführer | Generaloberst der Polizei         | —                           | —                   |

## Lidmaatschapsnummers
- NSDAP-nr.: (lid geworden 1922[2][8], hernieuwd lid 12 maart 1926[7][8])
- SS-nr.: 1119 (lid geworden 25 juli 1930[2][8])

## Decoraties
Selectie:
- IJzeren Kruis 1914, 2e Klasse[2][7][6]
- Gouden Ereteken van de NSDAP op 1 juli[2] - 14 juli 1943[21] - 15 juli 1943[7]
- Duits Olympisch Ereteken, 1e klasse "Voor zeer bijzondere verdienste bij het organiseren van de spelen"[21][7] op 29 oktober 1936[6]
- Grootkruis in de Orde van de Italiaanse Kroon op 18 oktober 1938[21][2] op 18 oktober 1938[6]
- Dienstonderscheiding van de Politie, 3e Klasse (8 dienstjaren)[2]
- Danziger Kruis, 2e klasse op 31 augustus 1939[21][2][6]
- Duitse Kruis in zilver op 1 september 1942[21][24]
- Neurenbergse Partijdag van 1929[21] in 1929[2][6]
- Grootkruis in de Orde van het Oorlogskruis (Slowakije) op 28 juli 1943[21][2][6]
- Grootofficier in de Orde van de Ster van Roemenië op 22 juni 1942[2][6]
- Ereteken van de Luchtbescherming, 1e Klasse[2][6]

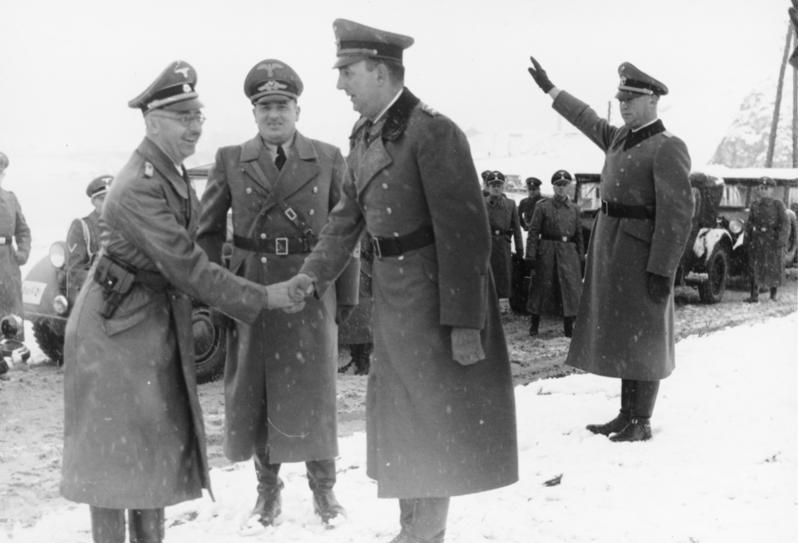
Daluege (rechts) in 1939, schudt de hand van Heinrich Himmler (links). Hans Frank staat tussen beide mannen in.
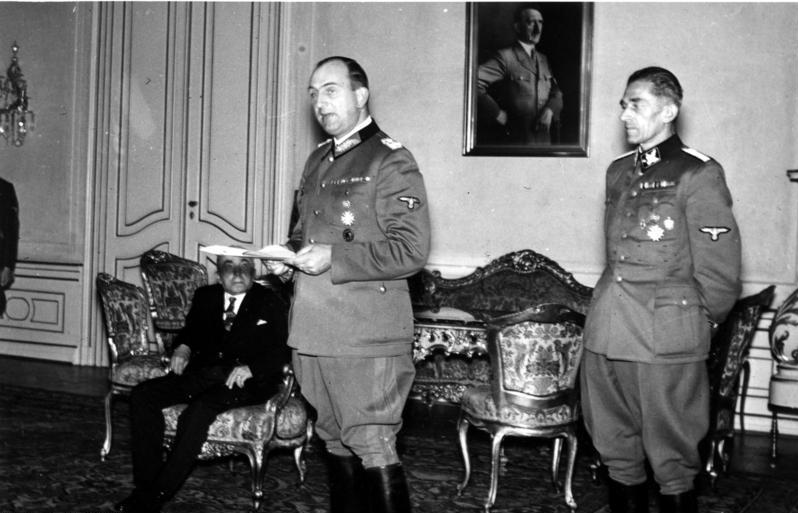
Daluege in Praag
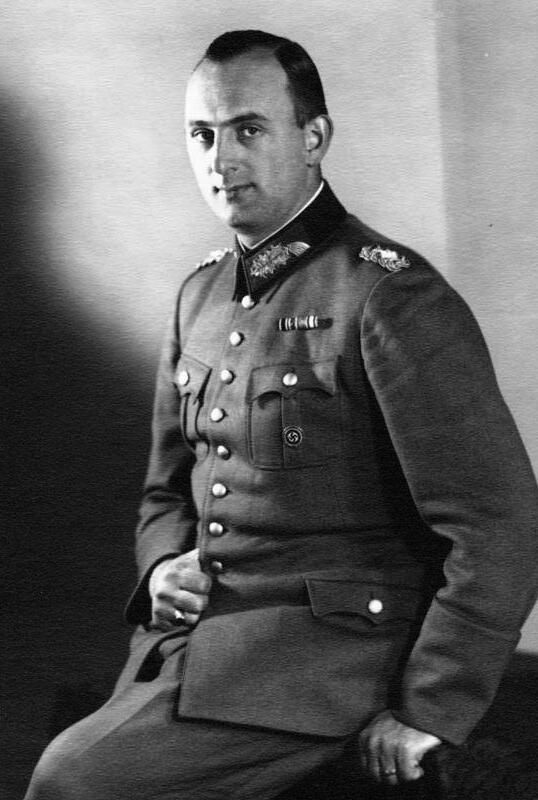
Daluege als Pruisische generaal der Landespolizei, september 1933
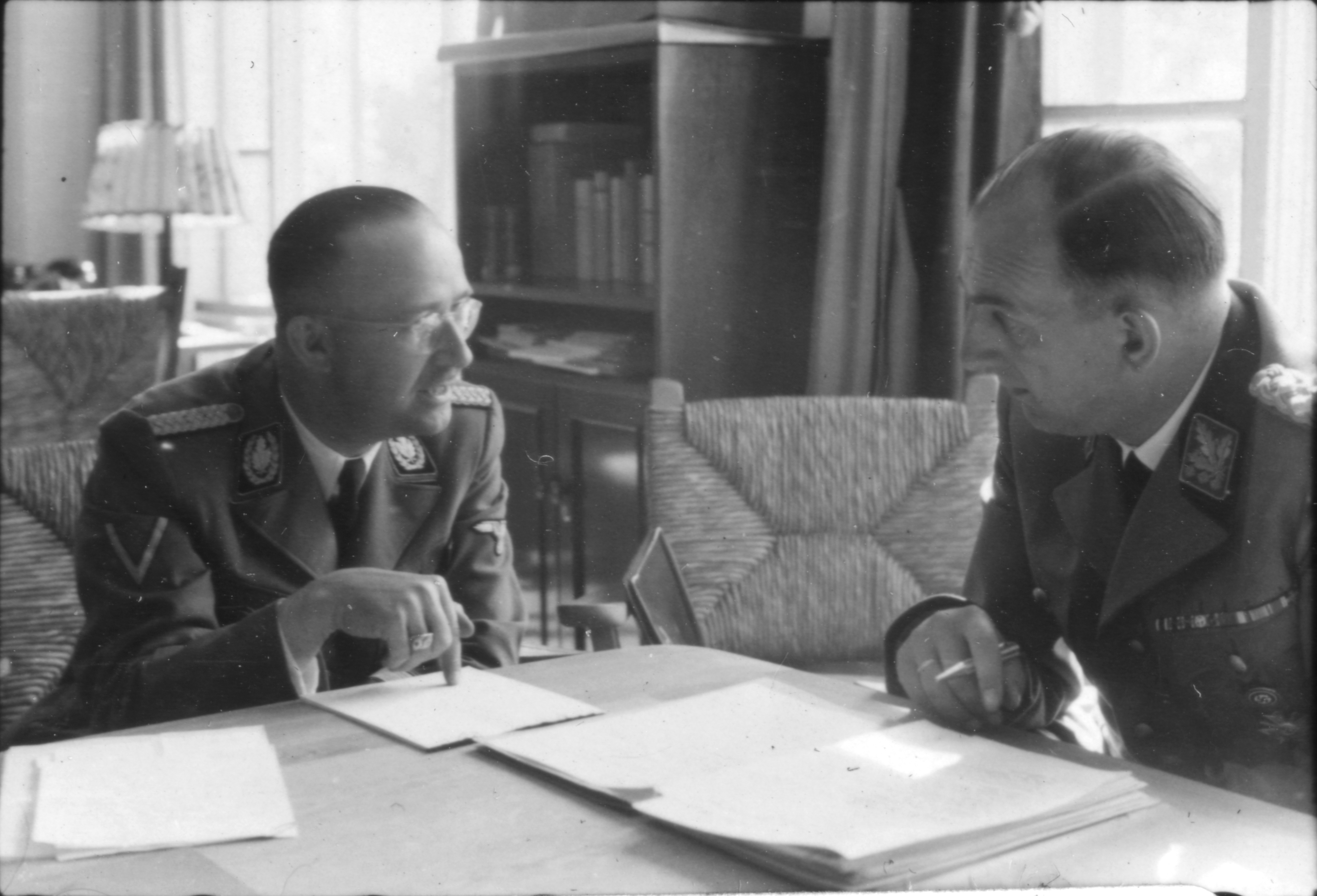
Himmler en Daluege in bespreking, 1943.
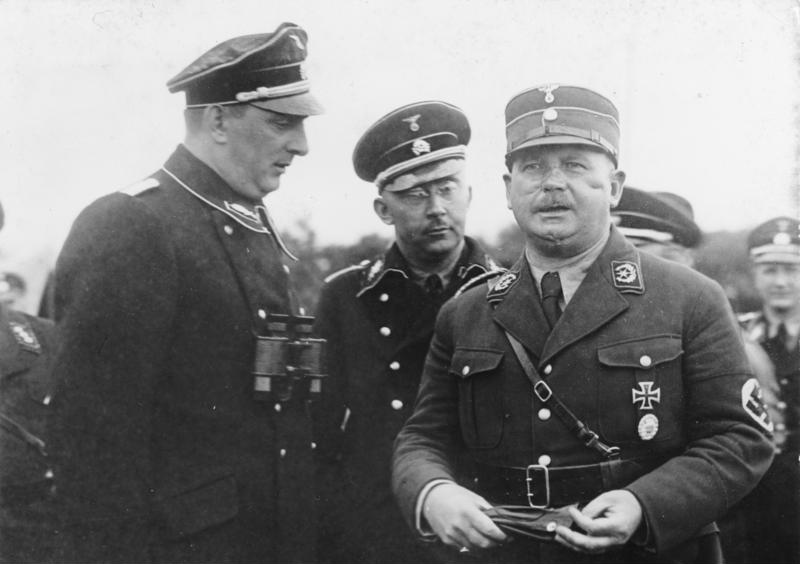
Ernst Röhm, Heinrich Himmler en Kurt Daluege tijdens het grote SS-appel der Gruppe Ost in Berlijn.
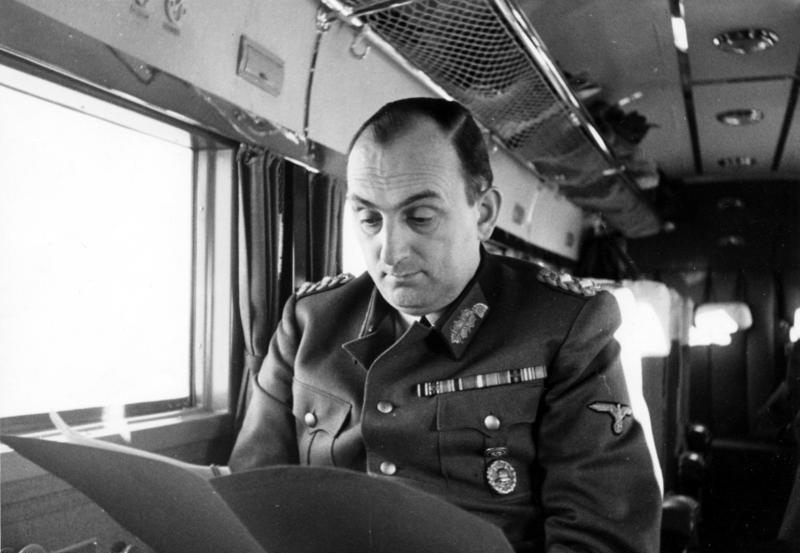
Generaal Daluege tijdens een vlucht naar Wenen in een Junker-52, november 1940.

## Afkortingen
- mit der Wahrnehmung der Geschäfte beauftragt (m.d.W.d.G.b.) - vrije vertaling: Met de waarneming van de functie belast
- commissaris z.b. V.: zur besonderen Verwendung